# Columba vitiensis
Columba vitiensis là một loài chim trong họ Columbidae.

## Hình ảnh

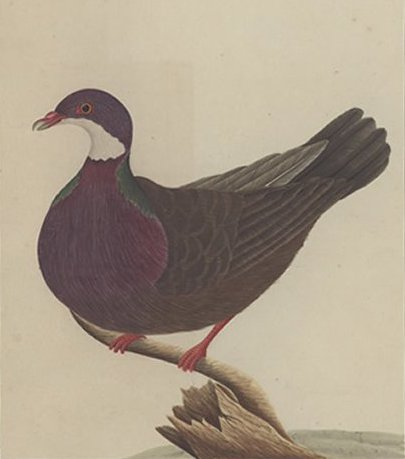
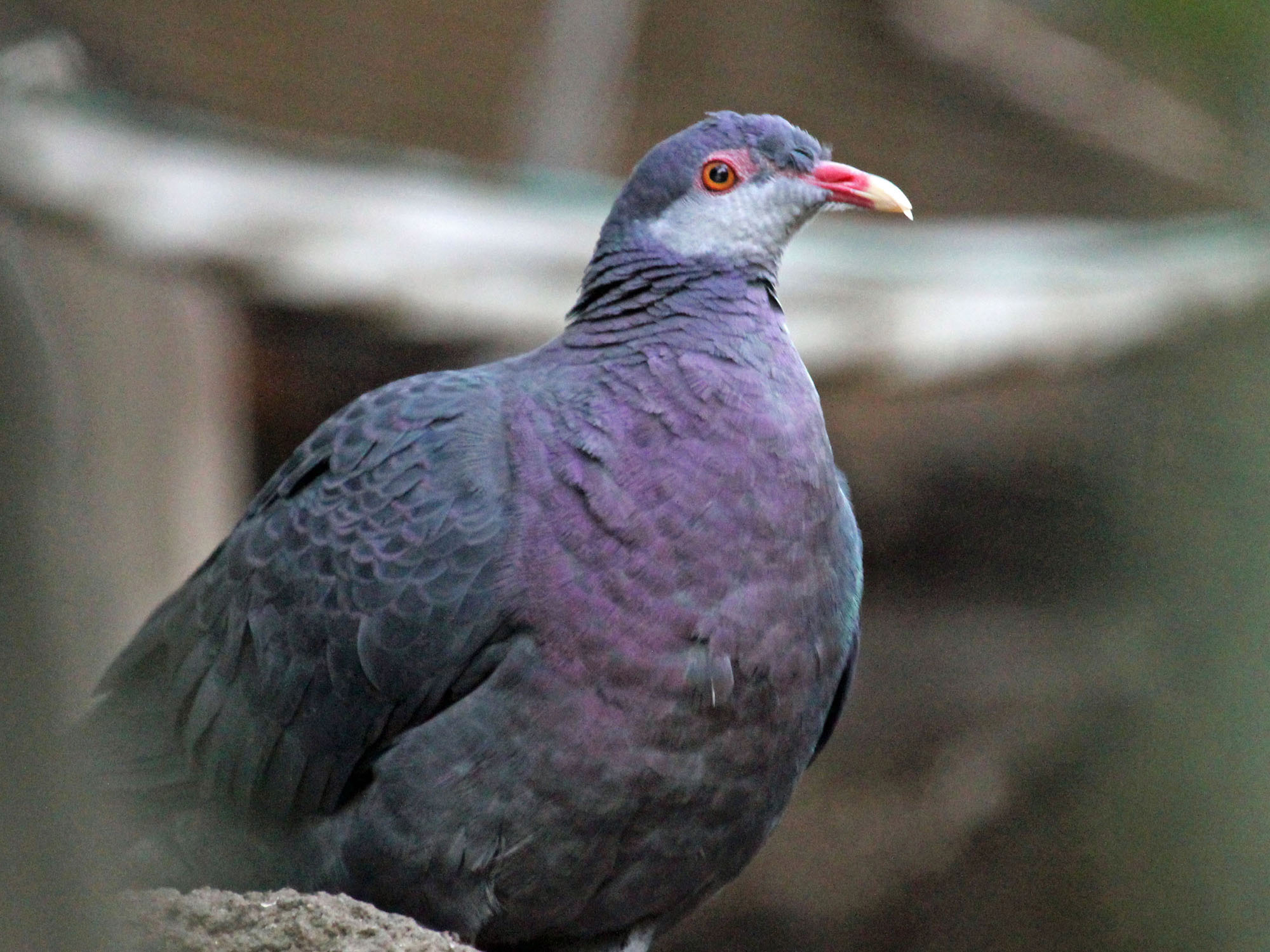
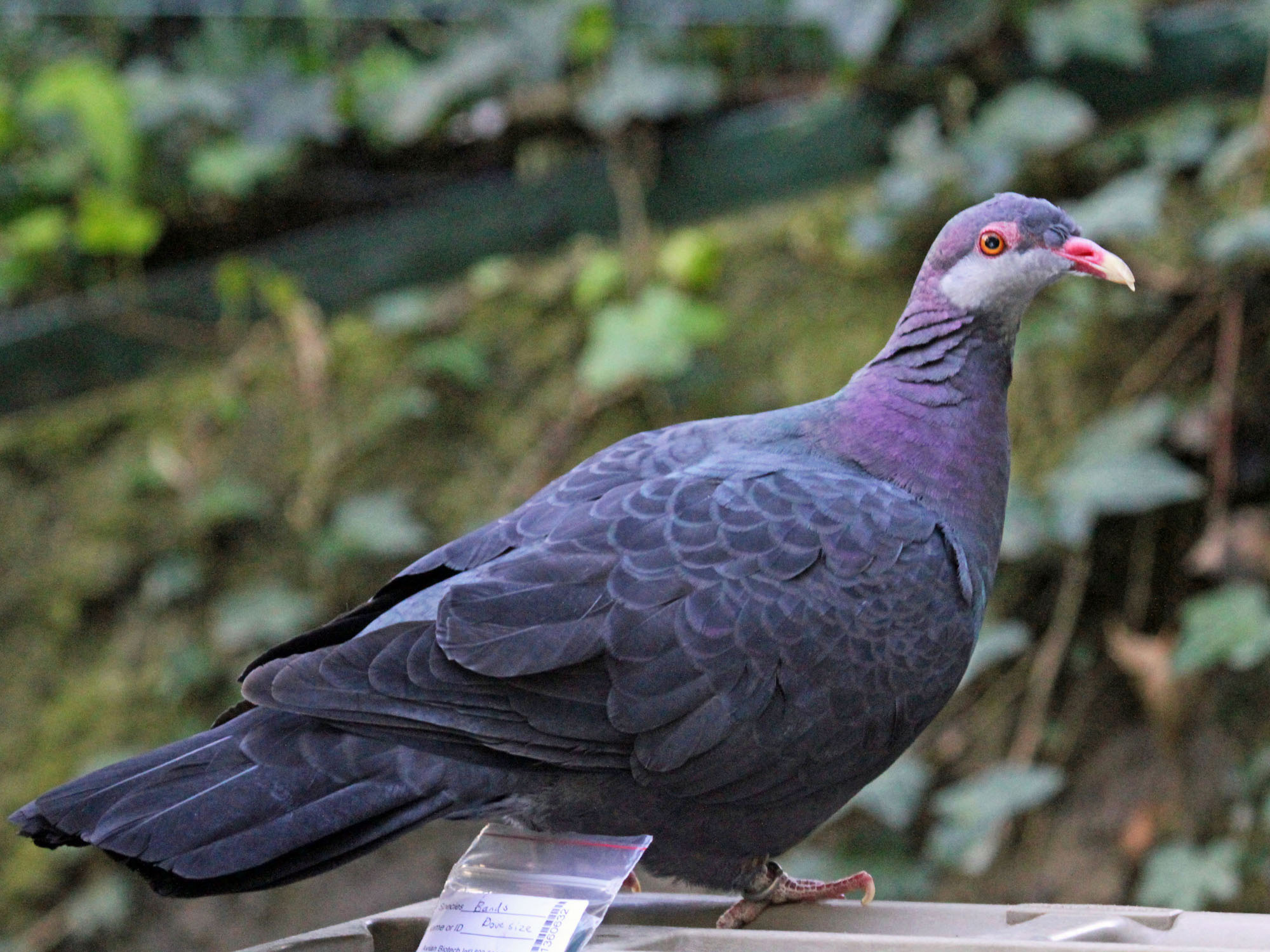